# Hans-Joachim Klein (Soziologe)
Hans-Joachim Klein (* 4. April 1938 in Leipzig; † 11. September 2023 in Langensteinbach) war ein deutscher Soziologe und Hochschullehrer.

## Leben und Wirken
Hans-Joachim Klein studierte Maschinenbau und Volkswirtschaftslehre sowie Soziologie an der Universität Karlsruhe. Nach seiner Prüfung zum Technischen Diplom-Volkswirt promovierte er 1970 zum Dr. rer. pol. an dieser Universität. Anschließend war er als Lehrbeauftragter für Soziologie an der Universität Kaiserslautern tätig und habilitierte sich 1980 für das Fach Soziologie an der Universität Karlsruhe. Anschließend hatte er eine Professor für Soziologie an der Universität Karlsruhe inne; außerdem lehrte er an der Universität Leipzig und hielt sich zu Forschungsaufenthalten vor allem in den USA auf. In seinen ersten Forschungsjahren beschäftigte sich Klein vor allem mit Themen aus der Stadt- und Regionalsoziologie. Später widmete er sich vor allem der Soziologie des Museumswesens und der Besucherforschung. Auf seine Forschungsarbeiten geht der „Museums-Pass“ zurück. Außerdem beschäftigte er sich mit der Fortentwicklung der Wirtschaftsunterrichts an Schulen.

## Veröffentlichungen (Auswahl)
- (mit Gerhard Abele u. Raimund Herz): Methoden zur Analyse von Stadtstrukturen (= Karlsruhe Studien zur Regionalwissenschaft, Bd. 2). Institut für Regionalwissenschaft der Universität, Karlsruhe 1969.
- Wohneigentum in der Stadtregion. Eine soziologische Analyse eigentumsbezogener Wohnerfahrungen und Wohnerwartungen (= Karlsruher Studien zur Regionalwissenschaft, Bd. 3). Institut für Regionalwissenschaft der Universität, Karlsruhe 1970 (= Dissertation Universität Karlsruhe).
- (mit Monika Bachmayer): Museum und Öffentlichkeit. Fakten und Daten, Motive und Barrieren (= Berliner Schriften zur Museumskunde, Bd. 2). Mann, Berlin 1981, ISBN 3-7861-1276-2.
- Analyse von Besucherstrukturen an ausgewählten Museen in der Bundesrepublik Deutschland und in Berlin <West> (= Materialien aus dem Institut für Museumskunde, Bd. 9). Staatl. Museen Preuß. Kulturbesitz, Inst. für Museumskunde, Berlin 1984.
- Gutachten zur Änderung der Öffnungszeiten an den staatlichen Museen Stiftung Preussischer Kulturbesitz (= Materialien aus dem Institut für Museumskunde, Bd. 17). Institut für Museumskunde Karlsruhe 1986.
- (mit Anneliese Almasan): Der gläserne Besucher. Publikumsstrukturen einer Museumslandschaft (= Berliner Schriften zur Museumskunde, Bd. 8). Mann, Berlin 1990, ISBN 3-7861-1602-4.
- (mit Barbara Wüsthoff-Schäfer): Inszenierung an Museen und ihre Wirkung auf Besucher (= Materialien aus dem Institut für Museumskunde, Bd. 32). Staatl. Museen Preuß. Kulturbesitz, Inst. f. Museumskunde, Berlin 1990.
- (Hrsg.): Evaluation als Instrument der Ausstellungsplanung (= Karlsruher Schriften zur Besucherforschung, Bd. 1). Institut für Soziologie, Karlsruhe 1991.
- (Hrsg.): Rückblende. Museumsbesucher und Besucherforschung in der DDR (= Karlsruher Schriften zur Besucherforschung, Bd. 2). Institut für Soziologie, Karlsruhe 1991.
- (Hrsg.): Kunstrezeption. Kühle Annäherung an ein heißes Thema (= Karlsruher Schriften zur Besucherforschung, Bd. 3). Institut für Soziologie, Karlsruhe 1992.
- (Hrsg.): Front-End-Evaluation. Ein nichtssagender Name für eine vielsagende Methode (= Karlsruher Schriften zur Besucherforschung, Bd. 4). Institut für Soziologie, Karlsruhe 1993.
- (Hrsg.): Vom Präsentieren zum Vermitteln (= Karlsruhe Schriften zur Besucherforschung, Bd. 5). Institut für Soziologie, Karlsruhe 1994.
- (Hrsg.): Mediendämmerung. Die unaufhaltsame Computerisierung der Museen (= Karlsruher Schriften zur Besucherforschung, Bd. 6). Institut für Soziologie, Karlsruhe 1995.
- (mit Matthias Kehle): Wo drückt der Schuh? Ergebnisse der Jugendumfrage Ettlingen. Institut für Soziologie, Karlsruhe 1996.
- (Mitautor): Die staatlichen Schlösser, Gärten und Klöster Baden-Württembergs als Besichtigungsobjekte. Eine Markterkundung als Grundlage für ein Marketingkonzept. Finanzministerium Baden-Württemberg, Karlsruhe 1998.
- (Hrsg.): Doppelpack. Zum Lobe der vergleichenden Forschung (= Karlsruher Schriften zur Besucherforschung, Bd. 7). Institut für Soziologie, Karlsruhe 1998.
- (mit Reinhold Würth): Wirtschaftswissen Jugendlicher in Baden-Württemberg. Eine empirische Untersuchung. Swiridoff, Künzelsau 2001, ISBN 3-934350-46-1.
- (Mitautor): Aus der Sicht der Besucher: Die Kunsthalle Würth. Institut für Soziologie, Karlsruhe 2002, ISBN 3-934350-75-5.
- (mit Monica Trinca): Musentempel mit PC. Eine Markterkundung für das Schiller-Nationalmuseum und das entstehende Literaturmuseum der Moderne. Institut für Soziologie, Karlsruhe 2002.
- (mit Reinhold Würth): Ökonomie als erweitertes schulisches Lehr-Lern-Fach. Swiridoff, Künzelsau 2003, ISBN 3-934350-98-4.
- (mit Despina Antonatou): Markterkundung für das Stadtgeschichtliche Museum Stuttgart. Zentrum für Evaluation und Besucherforschung, Karlsruhe 2003.
- (Mitautor): Wirtschaftsunterricht an Schulen im Aufwind? Swiridoff, Künzelsau 2003, ISBN 3-89929-013-5.